# Élections législatives portugaises de 1995
Les élections législatives portugaises de 1995 (en portugais : Eleições legislativas portuguesas de 1995) se sont tenues le 1er octobre 1995 afin d'élire les 230 députés de la septième législature de l'Assemblée de la République pour un mandat de quatre ans.
Le scrutin est remporté à la majorité relative par le Parti socialiste (PS) après dix ans dans l'opposition.

## Contexte
Après la « révolution des Œillets » du 25 avril 1974, le Portugal connaît une forte instabilité politique jusqu'en 1987, suivie de huit ans de majorité absolue des libéraux.
Au cours des élections législatives du 6 octobre 1991, les premières à se tenir au terme de la législature depuis 1980, le Parti social-démocrate (PPD/PSD) du Premier ministre Aníbal Cavaco Silva confirme sa domination sur la vie politique en conservant sa large majorité absolue. Il remporte effectivement 51,6 % des suffrages exprimés, établissant un record historique, et 135 députés sur 230. Il est suivi du Parti socialiste (PS) du maire de Lisbonne Jorge Sampaio, qui continue sa progression en réalisant un résultat de 30 % des voix et 72 parlementaires. La Coalition démocratique unitaire (CDU), formée autour du Parti communiste portugais (PCP), subit elle un recul net avec 9 % des bulletins de vote et seulement 17 sièges au Parlement, presque deux fois moins qu'en 1987. Quant au Parti du centre démocratique et social (CDS), le rappel de son fondateur et ancien président Diogo Freitas do Amaral ne lui offre qu'une stagnation avec 4 % des exprimés et 5 élus.
Tandis que Cavaco Silva forme son troisième gouvernement, les autres partis entament des changements de direction, voire d'orientation. Au PS en 1992, le député António Guterres, tenant d'une gauche plus libérale à l'image de celle promue par les travaillistes britanniques, est porté à la direction du parti en remplacement de Sampaio. De même, le PCP voit son chef historique Álvaro Cunhal, en fonction depuis 31 ans, renoncer au secrétariat général au profit de Carlos Carvalhas. Enfin, Manuel Monteiro succède à Amaral comme président du CDS et entreprend un virage idéologique conservateur et souverainiste qui amène à renommer la formation en « Parti populaire » (CDS–PP).
Les élections locales qui se tiennent le 12 décembre 1993 confirment la domination des socialistes sur les collectivités locales. Ils conquièrent dix villes supplémentaires et s'installent au pouvoir de 126 des 305 communes du pays. Leur avance de trois maires sur les libéraux s'accroît ainsi jusqu'à dix. Le PS gouverne quatre des cinq plus grandes villes du pays, toutes avec une majorité absolue au conseil municipal.
À peine six mois plus tard, le PS remporte les élections européennes du 12 juin 1994 avec 34,9 % des voix et 10 députés européens sur 25. Le PPD/PSD termine deuxième, une première pour ce type de scrutin, avec 34,4 % et 9 élus. Le nouveau Parti du centre démocratique et social – Parti populaire passe devant les communistes pour la première fois depuis 1976, se place troisième avec 12,5 % des suffrages et 3 élus, soit autant que la CDU qui comptabilise 11,2 % des voix.
En février 1995, le ministre de la Défense Fernando Nogueira succède à Cavaco Silva comme président du PPD/PSD. Le scrutin parlementaire est donc le premier depuis 1975 où les quatre grands partis n'ont pas le même dirigeant qu'à l'élection précédente.

## Mode de scrutin
Le mode de scrutin retenu, fixé par la loi électorale du 15 novembre 1974, prévoit l'élection des députés au scrutin proportionnel suivant la méthode d'Hondt, connue pour avantager les partis arrivés en tête.
La loi électorale, conformément aux dispositions constitutionnelles, établit le nombre de députés à 230, le minimum autorisé. Les députés sont élus dans 22 circonscriptions électorales, à savoir les 18 districts du Portugal, les Açores, Madère, l'Europe, et le reste du monde.

## Principaux partis et chefs de file
| Parti | Parti                                                          | Idéologie                                         | Chef de file      | Résultats en 1991           |
| ----- | -------------------------------------------------------------- | ------------------------------------------------- | ----------------- | --------------------------- |
|       | Parti social-démocrate Partido Social Democrata                | Centre droit Libéralisme                          | Fernando Nogueira | 50,6 % des voix 135 députés |
|       | Parti socialiste Partido Socialista                            | Centre gauche Social-démocratie, progressisme     | António Guterres  | 29,1 % des voix 72 députés  |
|       | Coalition démocratique unitaire Coligação Democrática Unitária | Gauche Communisme, écologie                       | Carlos Carvalhas  | 8,8 % des voix 17 députés   |
|       | Parti populaire Partido Popular                                | Centre droit Démocratie chrétienne, conservatisme | Manuel Monteiro   | 4,4 % des voix 5 députés    |

## Résultats

### Scores
|                        |                                                    |           |       |       |        |               |  |  |  |  |  |  |  |  |
| Partis                 | Partis                                             | Voix      | %     | +/-   | Sièges | +/-           |  |  |  |  |  |  |  |  |
|                        | Parti socialiste (PS)                              | 2 583 755 | 44,61 | 14,91 | 112    | 40            |  |  |  |  |  |  |  |  |
|                        | Parti social-démocrate (PPD/PSD)                   | 2 014 589 | 34,78 | 16,82 | 88     | 47            |  |  |  |  |  |  |  |  |
|                        | Parti populaire (CDS-PP)                           | 534 470   | 9,23  | 4,71  | 15     | 10            |  |  |  |  |  |  |  |  |
|                        | Coalition démocratique unitaire (CDU)              | 506 157   | 8,74  | 0,23  | 15     | 2             |  |  |  |  |  |  |  |  |
|                        | Parti communiste des travailleurs portugais (PCTP) | 41 137    | 0,71  | 0,15  | 0      | en stagnation |  |  |  |  |  |  |  |  |
|                        | Parti socialiste révolutionnaire (PSR)             | 37 638    | 0,65  | 0,49  | 0      | en stagnation |  |  |  |  |  |  |  |  |
|                        | Union démocratique populaire (UDP)                 | 33 876    | 0,58  | N/A   | 0      | en stagnation |  |  |  |  |  |  |  |  |
|                        | Parti de la solidarité nationale (PSN)             | 12 613    | 0,22  | 1,49  | 0      | en stagnation |  |  |  |  |  |  |  |  |
|                        | Parti populaire (PG)                               | 8 279     | 0,14  | Nv.   | 0      | en stagnation |  |  |  |  |  |  |  |  |
|                        | Parti de la Terre (MPT)                            | 8 235     | 0,14  | Nv.   | 0      | en stagnation |  |  |  |  |  |  |  |  |
|                        | Coalition Écologie et Avenir (MPT-PPM)             | 5 932     | 0,10  | Nv.   | 0      | en stagnation |  |  |  |  |  |  |  |  |
|                        | Mouvement pour l'unité des travailleurs (MUT)      | 2 544     | 0,04  | Abs.  | 0      | en stagnation |  |  |  |  |  |  |  |  |
|                        | Parti démocratique de l'Atlantique (PDA)           | 2 536     | 0,04  | 0,15  | 0      | en stagnation |  |  |  |  |  |  |  |  |
|                        |                                                    |           |       |       |        |               |  |  |  |  |  |  |  |  |
| Suffrages exprimés     | Suffrages exprimés                                 | 5 791 761 | 98,08 |       |        |               |  |  |  |  |  |  |  |  |
| Votes blancs et nuls   | Votes blancs et nuls                               | 113 093   | 1,92  |       |        |               |  |  |  |  |  |  |  |  |
| Total                  | Total                                              | 5 904 854 | 100   | -     | 230    | en stagnation |  |  |  |  |  |  |  |  |
| Abstentions            | Abstentions                                        | 3 001 754 | 33,70 |       |        |               |  |  |  |  |  |  |  |  |
| Inscrits/Participation | Inscrits/Participation                             | 8 906 608 | 66,30 |       |        |               |  |  |  |  |  |  |  |  |